# Podocarpus buchii
Podocarpus buchii är en barrträdart som beskrevs av Ignatz Urban. Podocarpus buchii ingår i släktet Podocarpus och familjen Podocarpaceae. Inga underarter finns listade i Catalogue of Life.